# 菲格爾菲弗 (阿肯色州)
菲格爾菲弗（英語：Figure Five）是位於美國阿肯色州克勞福德縣的一個非建制地區。該地的面積和人口皆未知。

## 地理
菲格爾菲弗的座標為35°31′01″N 94°21′14″W / 35.51694°N 94.35389°W，而該地的平均海拔高度為279米（即915英尺）。